# 太陽のKomachi Angel
「太陽のKomachi Angel」（たいようのコマチエンジェル）は、日本の音楽ユニット・B'zの楽曲。1990年6月13日にBMGルームスより5作目のシングルとして発売された。

## 概要
前作から3週間程度のインターバルでのリリース。2003年3月26日にリマスタリング、12cm化（マキシシングル）で再発売された。
シングル・アルバム通じて初のオリコンチャート1位を獲得した作品で、現在も続いているB'zのオリコン週間シングルランキング連続1位獲得記録は本作から始まっている。発売からおよそ1年近いチャートインを記録し、ほぼ同時期に発売された前作『BE THERE』や8thシングル『LADY NAVIGATION』に並ぶロングセラーとなった。
この曲で、その年の日本有線大賞「最多リクエスト歌手賞」を受賞した。

## 収録曲
| 全作詞: 稲葉浩志、全作曲: 松本孝弘、全編曲: 松本孝弘・明石昌夫。 |                         |          |            |      |
| #                                                                | タイトル                | 作詞     | 作曲・編曲 | 時間 |
| 1.                                                               | 「太陽のKomachi Angel」 | 稲葉浩志 | 松本孝弘   | 4:12 |
| 2.                                                               | 「Good-bye Holy Days」  | 稲葉浩志 | 松本孝弘   | 4:53 |
| 合計時間:                                                        | 合計時間:               | 9:05     |            |      |

## 楽曲解説
1. 太陽のKomachi Angel
  - ラテン諸語圏（スペイン、ポルトガルなど）の古典音楽によく用いられたリズム（いわゆるラテン調）を取り入れている。
  - タイトルは稲葉のアイデアであり、制作時にタイトルを聞いた松本は驚いたと語っている[5]。
  - 2ndミニ・アルバム『WICKED BEAT』に全英詞バージョンの「Komachi-Angel Red Hot Style」が収録されている。
  - オリジナル・アルバムには未収録であり、ベスト・アルバム『B'z The Best "Pleasure"』で8年越しの初収録となった。しかし、20周年記念となる大型ベスト・アルバム『B'z The Best "ULTRA Pleasure"』、『B'z The Best "ULTRA Treasure"』には未収録となった[注釈 1]。
  - 「BE THERE」と日替わりで、『B'z LIVE-GYM "BREAK THROUGH"』で先行演奏された。
  - 現在ライブで演奏される際はラテン調が強調され、イントロとアウトロでの観客の手拍子が恒例となっている。
2. Good-bye Holy Days
  - 表題曲とは対照的に夏の終わりを歌ったバラードナンバー。
  - ギターはあまり使われていないが、松本自身はお気に入りの曲と会報でコメントしている。
  - 1992年に行われた『B'z LIVE-GYM Pleasure '92 "TIME"』でライブ初披露となった。
  - 現在もアルバム未収録のままである。

## タイアップ
- 三貴「カメリアダイヤモンド」CMソング（#1）

## 参加ミュージシャン
- 松本孝弘:ギター、全曲作曲・編曲
- 稲葉浩志:ボーカル、全曲作詞
- 明石昌夫:全曲編曲
- B+U+M

## 収録アルバム
太陽のKomachi Angel
- WICKED BEAT（全英詞バージョン「Komachi-Angel Red Hot Style」）
- B'z TV Style SONGLESS VERSION（TV Style）
- B'z The Best "Pleasure"
- B'z The Best XXV 1988-1998

## ライブ映像作品
太陽のKomachi Angel
- JUST ANOTHER LIFE
- "BUZZ!!" THE MOVIE（アコースティックバージョン）
- Typhoon No.15 〜B'z LIVE-GYM The Final Pleasure "IT'S SHOWTIME!!" in 渚園〜
- B'z The Best "ULTRA Treasure"（特典DVD）
- B'z LIVE in なんば 2006 & B'z SHOWCASE 2007 -19- at Zepp Tokyo
- B'z LIVE-GYM Pleasure 2013 ENDLESS SUMMER -XXV BEST-
- B'z COMPLETE SINGLE BOX（特典DVD）
- B'z SHOWCASE 2020 -5 ERAS 8820- Day1〜5
- B'z LIVE-GYM Pleasure 2023 -STARS-

## その他
- 発表から2年後の1992年に、飯島直子と網浜直子によるユニットW-NAOによってカバーされている。
- アニメ『銀魂』115話にて登場人物が同曲を歌唱しているシーンが登場している（原作の漫画にも同様のシーンが登場している）。
- 元読売ジャイアンツの内野手の片岡治大が登場曲として使用していた（2013年 - 2017年）。

## 参考